# 金宣希
金 宣希 （キム・ソニ、1973年 - ）は、韓国ソウル生まれの女性漫画家。

## 人物
出版社でのアルバイトがきっかけで漫画家を目指し、25歳のとき韓国の出版社の漫画賞を受賞。『月刊サンデージェネックス』2010年5月号より『新暗行御史』の尹仁完原作による『WESTWOOD VIBRATO』の連載を開始した。

## 作品

### 連載
- WESTWOOD VIBRATO（原作: 尹仁完、月刊サンデージェネックス 2010年5月号 - 2012年3月号、小学館）